# Stadtpark Bad Godesberg

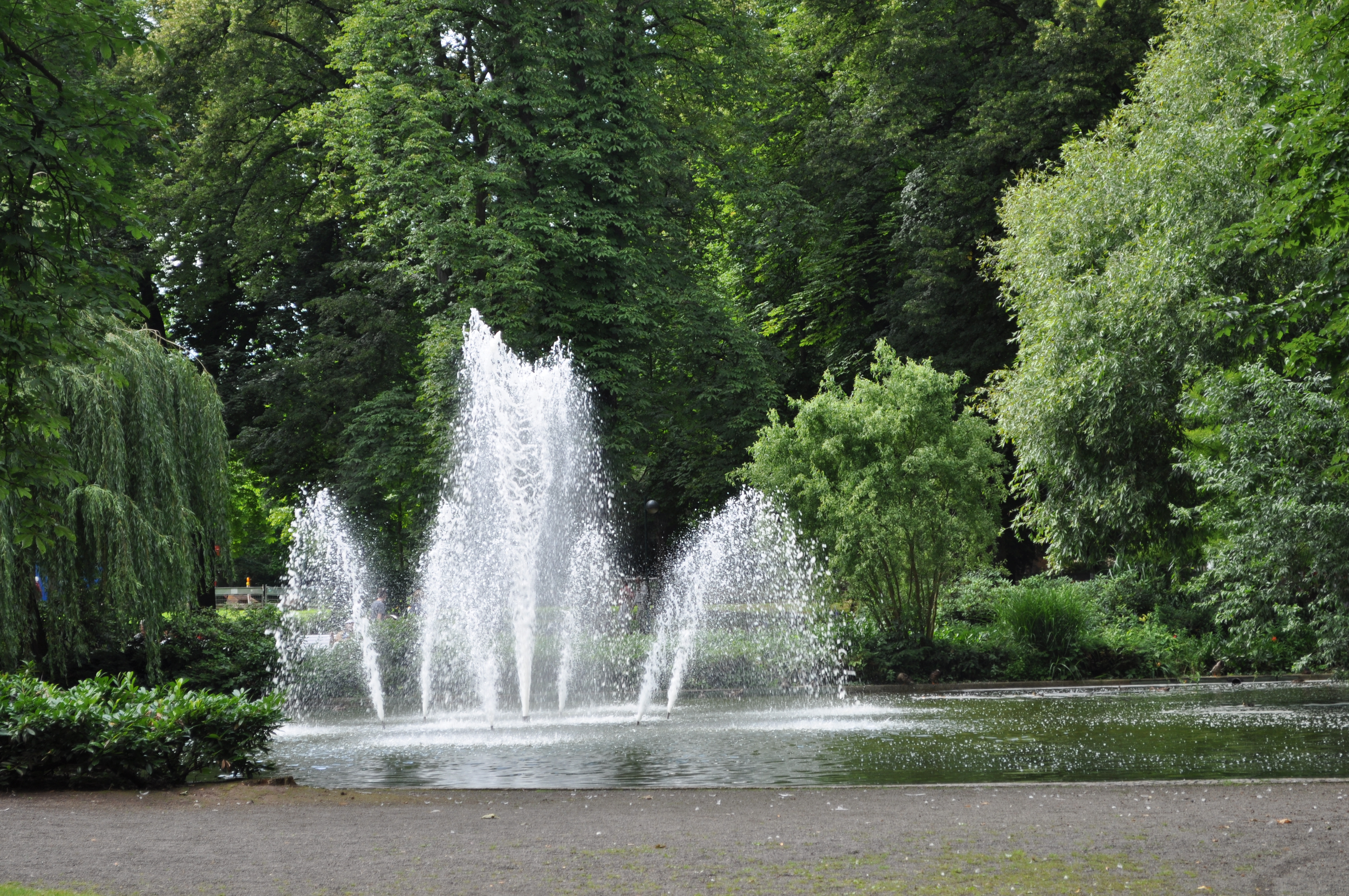
Fontäne an der Stadthalle

Der Stadtpark Bad Godesberg ist der Kurpark von Bad Godesberg im Herzen der Stadt.

## Lage und Geschichte
Der Godesberger Stadtpark entstand ab 1880 im Stil eines englischen Landschaftsgartens. Durch Zukäufe ehemaliger Villengärten wuchs der Park auf seine heutige Größe. Früher war er namentlich in einen Volksgarten links und in einen Stadtgarten rechts der damaligen Gartenstraße unterteilt. 1892 wurde nach Plänen des Kölner Architekten Josef Crones (1848–1934) ein Kurparkrestaurant errichtet. 1950 wurde im damaligen Stadtgarten (Gartenstraße 6) ein interalliierter Reitclub („Interalliierte Reitschule)“ mit einer Reithalle und einem Stallgebäude errichtet, die 1957 wieder abgebrochen wurden.
Der Park liegt unmittelbar neben der Innenstadt. Südwestlich, nur durch die Kurfürstenallee getrennt, schließt sich der Redoutenpark an. Beide Parks zusammen verfügen über eine Fläche von 8 Hektar. Südlich kommt noch etwa die fünf Hektar große Rigal’sche Wiese hinzu, die nach den Freiherren von Rigal-Grunwald benannt ist.

## Sehenswürdigkeiten

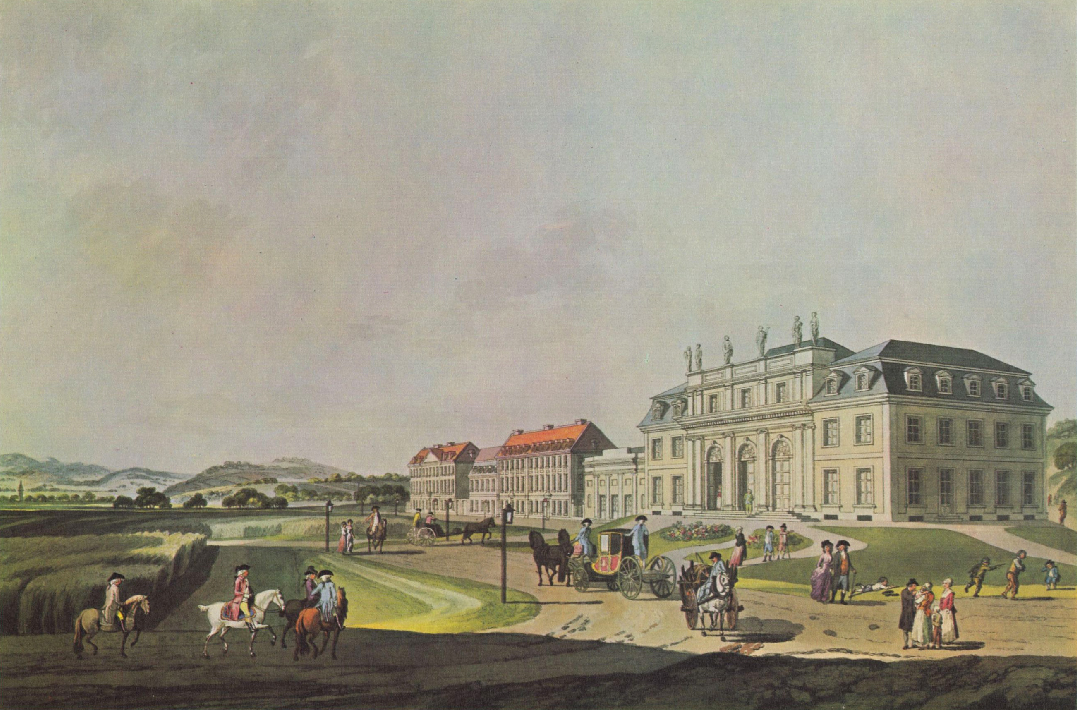
Redoute und Kurfürstenallee 1792 (Kupferstich von Johann Ziegler nach Aquarell von Laurenz Janscha)

Kern des Redoutenparks ist die Redoute. Errichtet wurde die Redoute im spätklassizistischen Stil von 1790 bis 1792 unter Kurfürst Max Franz; Architekten waren Vater und Sohn Michael Leydel.
Beherrschendes Gebäude im Stadtpark selbst ist die Stadthalle. 1955 erbaut, wurde sie berühmt durch den Parteitag der SPD, die hier das Godesberger Programm beschloss.
Östlich der Stadthalle befindet sich ein ovaler Teich mit einer Fontäne. Die umliegenden Bäume und Sträucher stammen aus fast allen Kontinenten der Erde. Auffällig ist eine Eiche, die von den Godesberger Königshusaren zu Ehren Kaiser Wilhelm I. gepflanzt wurde. Wenige Meter weiter, direkt an der Koblenzer Straße erinnert ein Gedenkstein an den am 28. Juli 2002 an dieser Stelle im Dienst ermordeten Polizeikommissar Gerd Höllige.

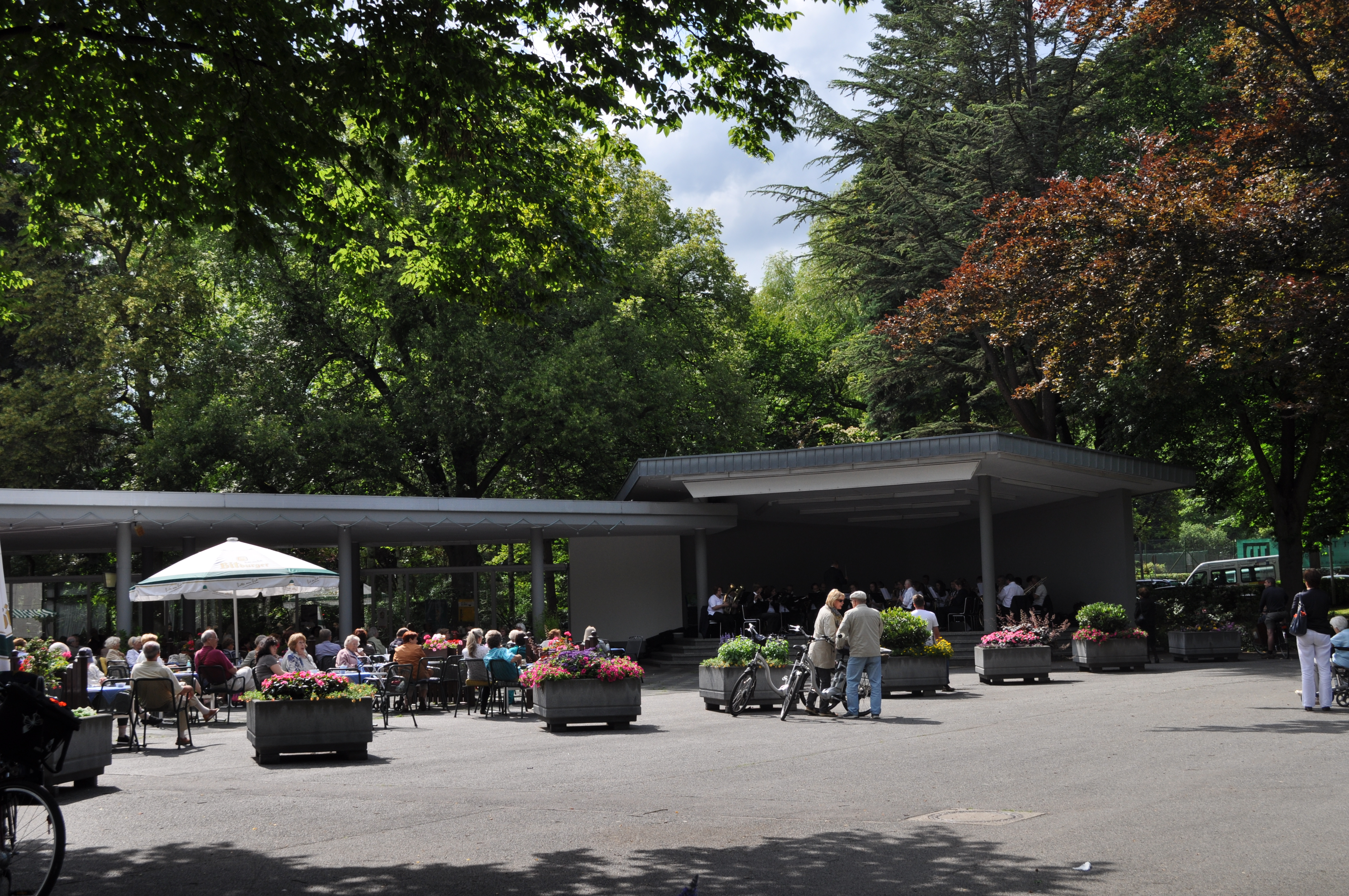
Kurkonzert

Nördlich der Stadthalle befindet sich eine Konzertmuschel. An deren Rückseite stand bis Juni 2019 die Wettersäule. 1876 erbaut, handelt es sich bei der unter Denkmalschutz stehenden klassizistischen Wettersäule um die älteste in Deutschland. Heute befindet sie sich wieder an ihrem alten Standort an der Draitschquelle.
Westlich der Stadthalle befindet sich seit 1970 die Trinkhalle bzw. der Trinkpavillon. Das Gebäude wurde für die 1962 erbohrte Kurfürstenquelle gebaut. Daneben ist die Skulptur Struktur 1971 des Künstlers Paul Julius Geissler aufgestellt. Die abstrakte Figur wurde im Aluminium-Sandguss hergestellt. Im Volksmund wird sie „Eierkarton“ genannt. Seit 2017 kümmert sich der Verein Bürger.Bad.Godesberg e.V. um die Pflege des Kunstwerks.
In der Nähe des Trinkpavillons steht das 1979 für die Bundesgartenschau errichtete Carillon, das auf Initiative des Bezirksbürgermeisters Norbert Hauser 1981 in den Stadt- und Kurpark im Stadtbezirk Bad Godesberg versetzt wurde. Es verfügt über 23 Glocken bei einem Tonumfang von 2 Octaven. Damit können nicht nur Melodien gespielt werden, sondern bereits anspruchsvolle Kompositionen. Die größte Glocke misst 40 cm im Durchmesser bei 38 kg Gewicht, die kleinste Glocke 17 cm bei 5 kg. Das Gesamtgewicht der 23 Glocken beträgt 291 kg.

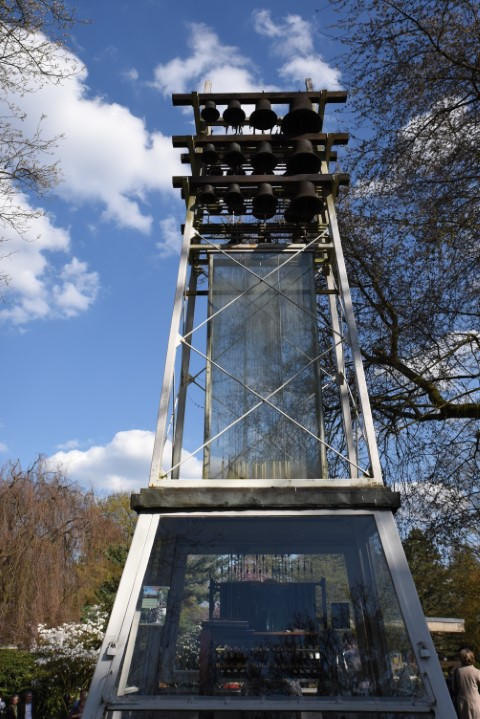
Foto des Carillons im Stadt- bzw. Kurpark von Bad Godesberg zwischen Trinkpavillon und kleinem Theater.

Weiter nördlich befinden sich die Tennisplätze des Vereins Grün-Weiss Godesberg. Dahinter im nördlichen Teil des Parks entlang der Straße Am Kurpark befinden sich eine Reihe von Sehenswürdigkeiten. Die Ecke Koblenzer Straße/Am Kurpark wird durch einen kleinen runden Teich mit Fontäne geschmückt. Daneben befindet sich ein Wegekreuz. Weiter Richtung Redoute befindet sich die Bildsäule des Heimatvereins aus dem Jahre 2005. Die Steinsäule zeigt verschiedene Bilder aus der Godesberger Geschichte.

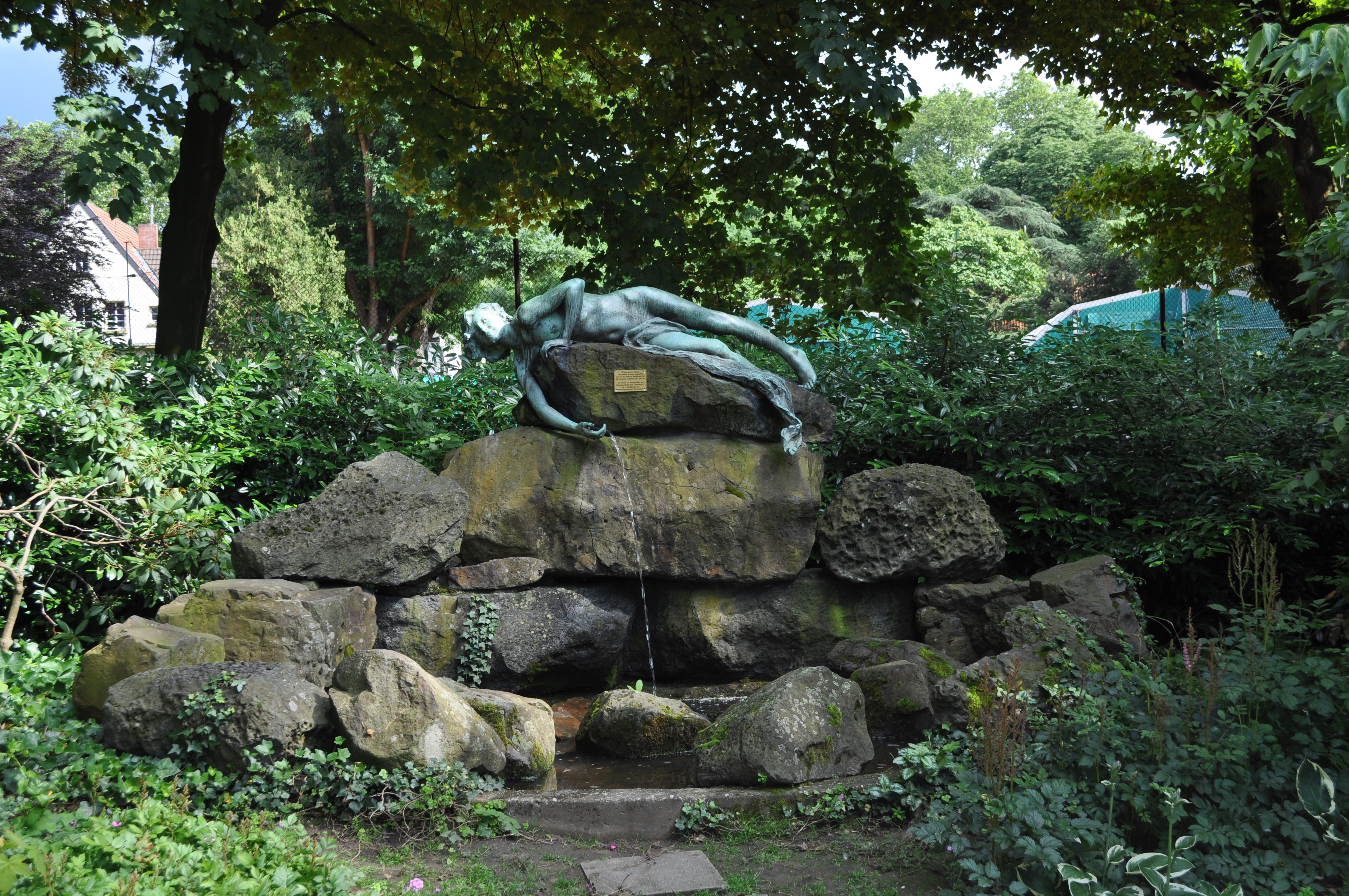
Knabe an der Quelle

Die Ecke Am Kurpark/Kurfürstenallee ist als Blumenrondell gestaltet. Zwischen diesem und den Tennisplätzen befindet sich der Brunnen mit Bronzeskulptur Knabe an der Quelle des lettischen Künstler Naoum Aranson (1872–1943) aus dem Jahr 1905. Der Brunnen ist eine Stiftung der Brüder Wendelstadt. Er stand bis 1968 an der Stelle der Blumenhalle vor dem Rathaus.

## Redoutenpark und Rigal’sche Wiese
Der Stadtpark geht jenseits der Kurfürstenallee in den Redoutenpark über. Dieser wurde ab 1820 angelegt und erhielt seine heutige Gestalt eines englischen Landschaftsparks 1856 durch den Gartenmeister Konrad Wilhelm Nelle (1813–1902) für den neuen Besitzer der Redoute, Viktor Wendelstadt.
Die Rigal’sche Wiese ist nicht als Landschaftspark, sondern als grasbestandene Freifläche gestaltet. Daneben befinden sich die Parkplätze der Stadthalle.
An der Kurfürstenallee liegt das wegen gravierender technischer Mängel auf Beschluss des Bonner Stadtrats vom 22. September 2016 geschlossene Hallenbad „Kurfürstenbad“. Ebenfalls beschlossen wurde der Verkauf des städtischen Grundstücks, worauf der Verein „Bürger.Bad.Godesberg e.V.“ die Wiedereröffnung als Gesundheitsbad forderte, mit Sauna und Physiobereich als Sport- und Freizeitstätte. Ein Bürgerentscheid dazu scheiterte im April 2017, war aber Anlass für die Gründung der Bürgerinitiative „Kurfürstenbad bleibt!“. Ende 2018 war das Ergebnis eines zweiten Bürgerentscheids: 4 Stadtbezirke – 4 Stadtbezirksbäder. Die 2016 vom Stadtrat erwogene Alternative eines Zentralbades am Standort „Wasserland“ ist damit vom Tisch. Nach mehrjährigem Stillstand liegen im August 2023 endlich die Vorplanungen für einen Neubau vor, weshalb im September 2023 die Bezirksvertretung dem Planungskonzept für ein neues Kurfürstenbad zustimmen konnte. Bei einem Pressetermin am 15. Februar 2024 gab die Stadt den bevorstehenden Abriss des alten Gebäudes aus dem Jahr 1964 bekannt. Bis zum Jahr 2027 soll das neue „Gesundheitsbad“ mit einem zusätzlichen Lehrschwimmbecken und einem integrierten Saunabereich fertiggestellt sein.

## Bilder

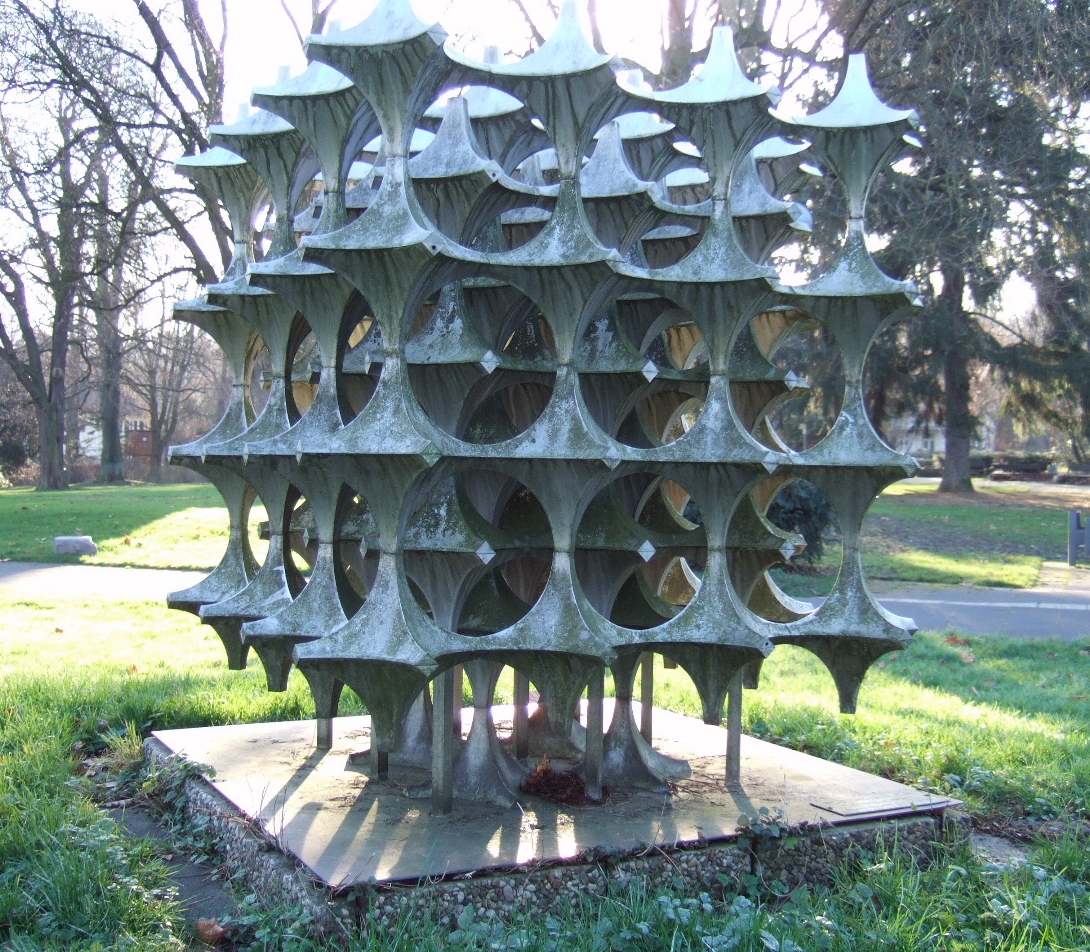
Skulptur Struktur 1971 von P. J. Geissler
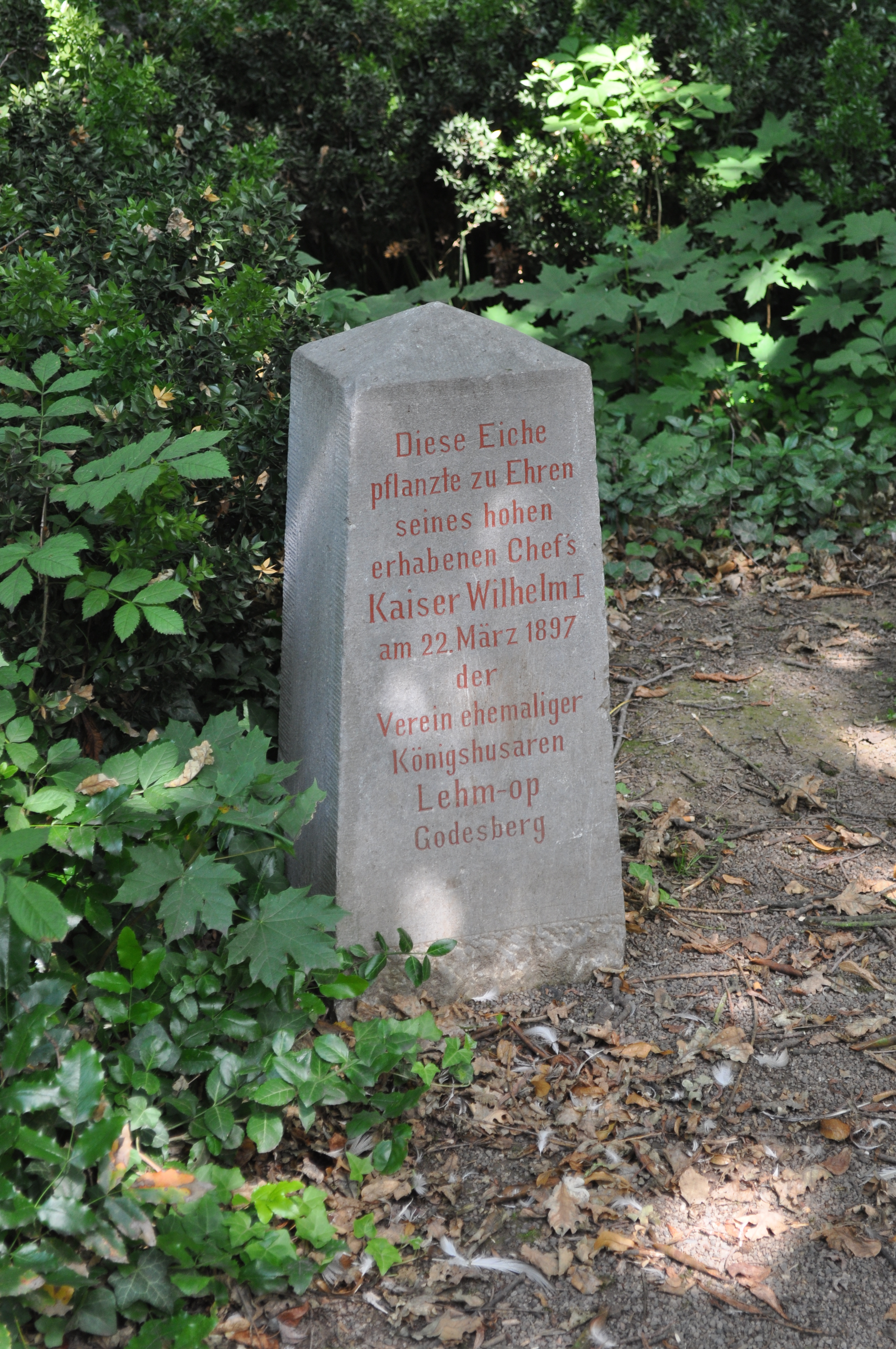
Gedenkstein Eiche der Königshusaren
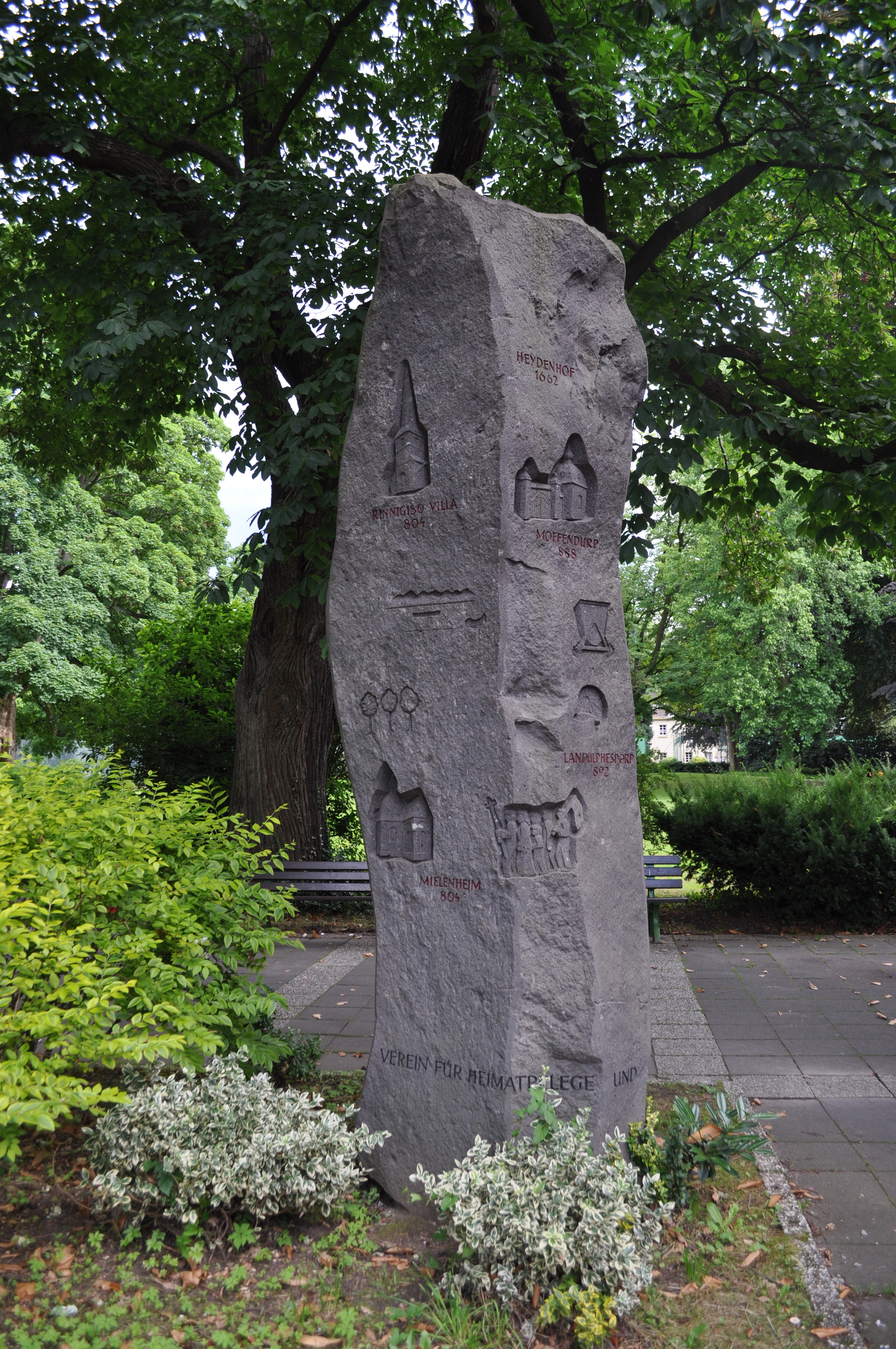
Bildsäule des Heimatvereins
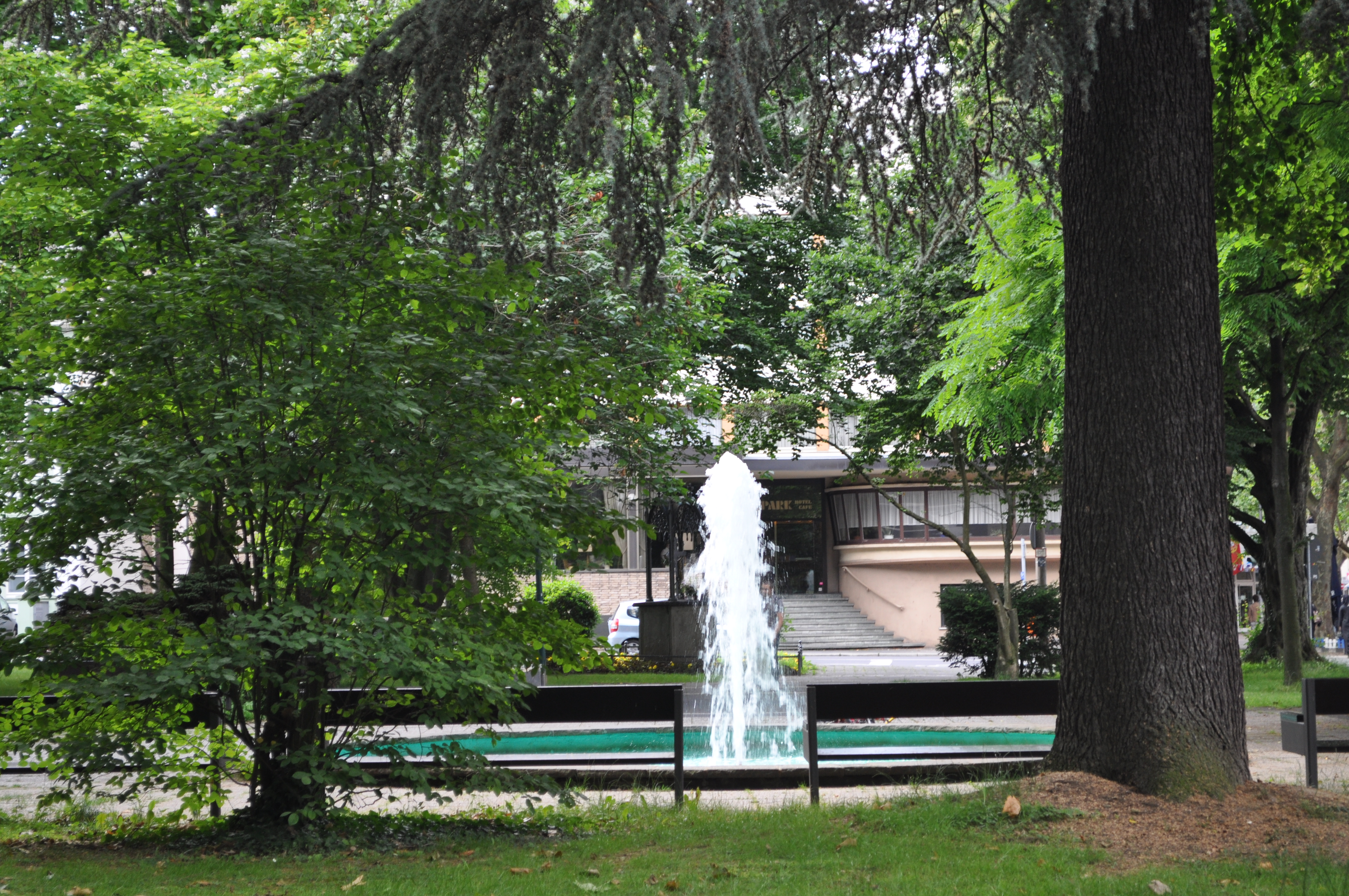
Fontäne Ecke Koblenzer Straße/Am Kurpark
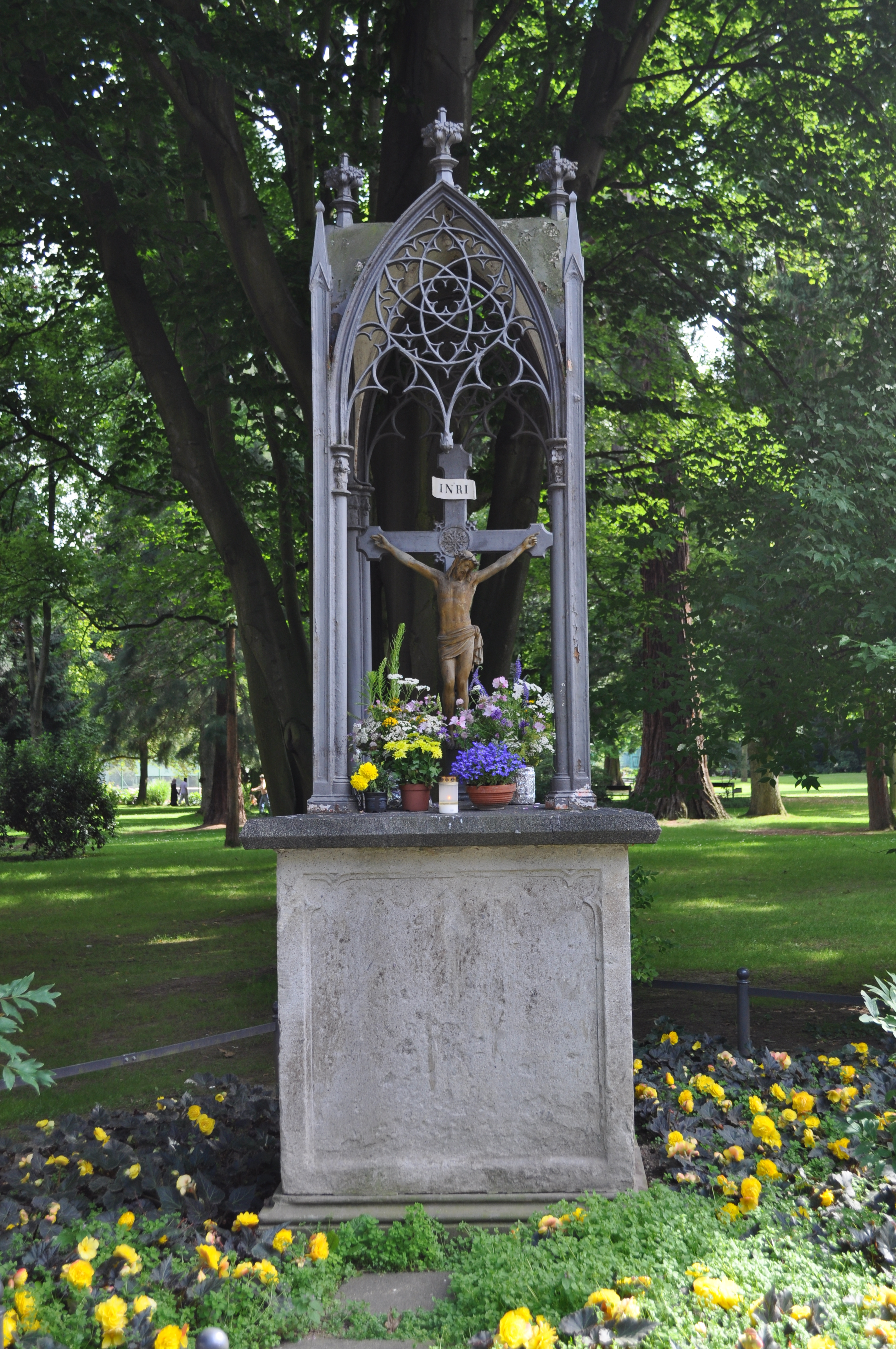
Wegekreuz
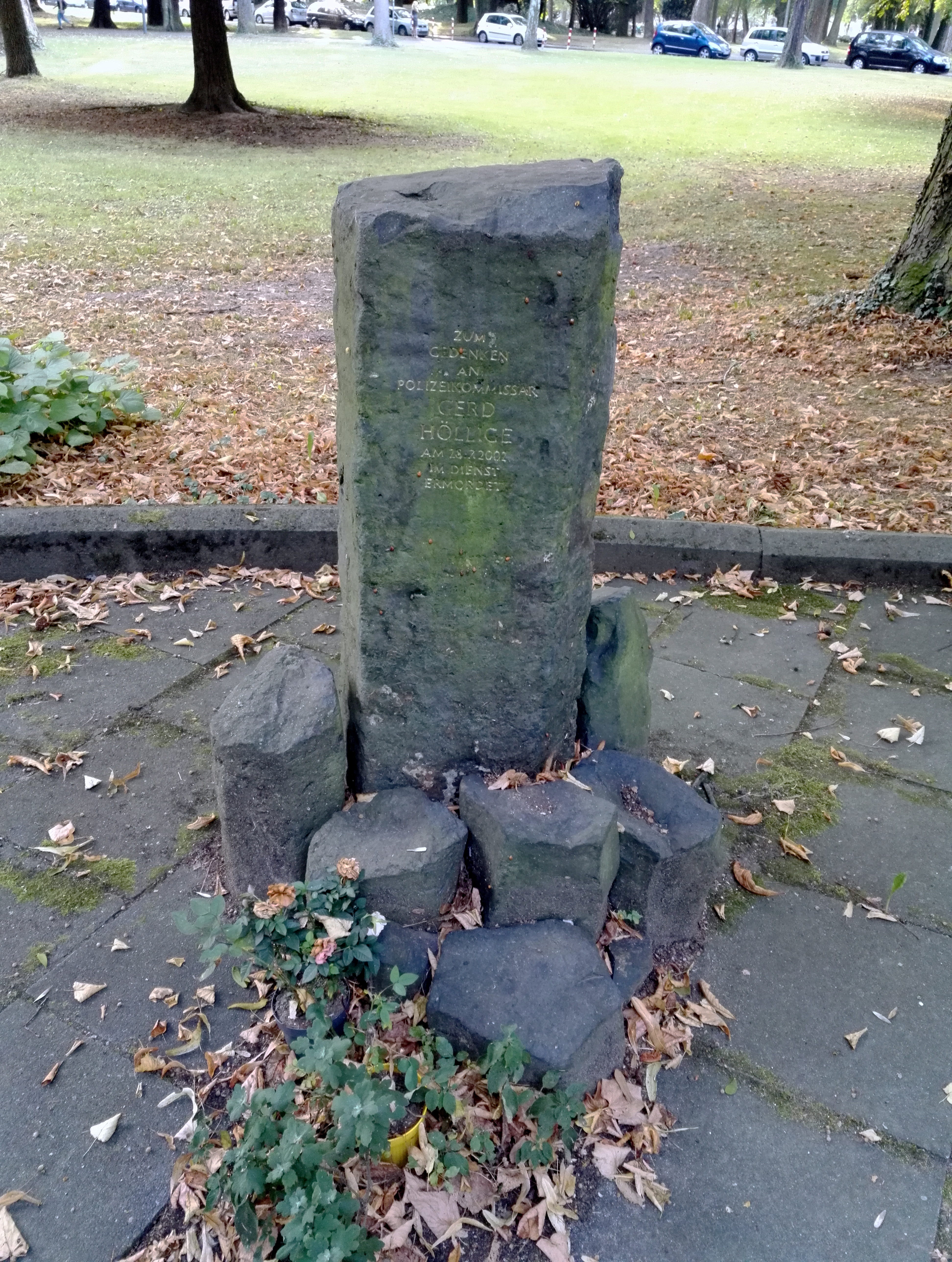
Gedenkstein für Kriminalkommissar Gerd Höllige
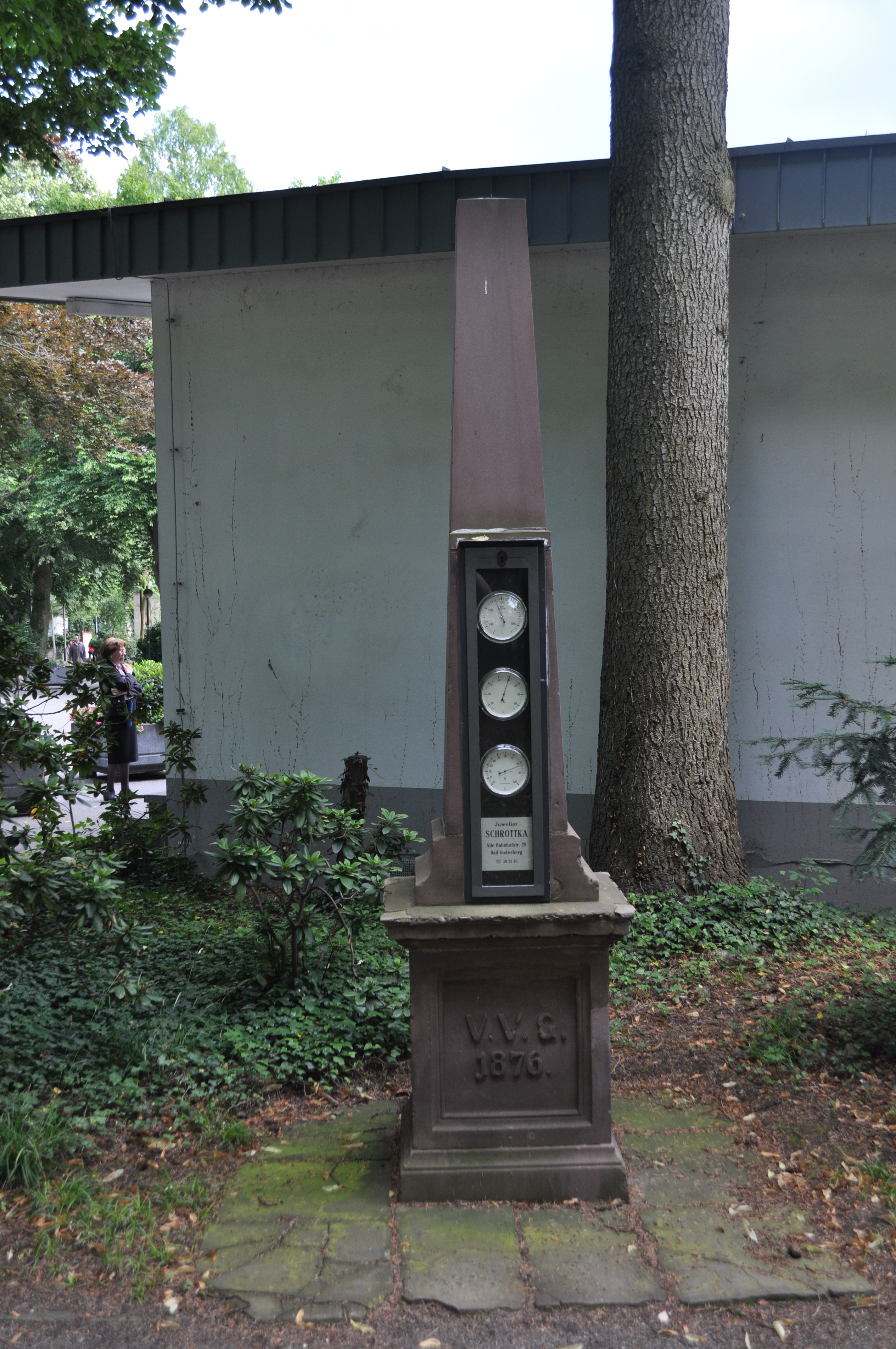
Älteste Wettersäule Deutschlands (bis 2019 im Stadtpark)